# Léon IV le Khazar
Vous lisez un « bon article » labellisé en 2023.
Pour les articles homonymes, voir Léon IV.
Léon IV le Khazar (en grec ancien : Λέων Δʹ), né à Constantinople le 25 janvier 750 et mort le 8 septembre 780 à Strongylon, est un empereur byzantin de la dynastie isaurienne qui règne de 775 à 780. Premier fils de Constantin V, empereur de 740 à 775 et de sa première femme, Tzitzak, d'origine khazare (d'où le surnom de Léon), il est très jeune associé au pouvoir de son père et peut sans difficulté s'imposer sur le trône en 775. Marié à Irène l'Athénienne, il a alors déjà un fils, le futur Constantin VI, qu'il peut nommer comme son successeur désigné pour consolider une emprise dynastique alors de plus en plus forte, tout en veillant à se rendre populaire auprès de divers corps de la société byzantine.
Son règne reste largement méconnu et apparaît comme une période de stabilité et de continuité des réalisations de son père. Bien qu'il soit peu actif en matière religieuse, il demeure un partisan de l'iconoclasme instauré par ses prédécesseurs, sans toutefois mener de répression particulière. Il profite d'une situation extérieure plutôt stabilisée grâce aux efforts de son père et de son grand-père. Prudent en Occident, il poursuit l'incessant conflit de frontière avec le nouveau califat abbasside et son règne voit quelques succès d'ampleur face aux musulmans, sans parvenir à faire cesser leurs raids.
Atteint probablement de la tuberculose dès le début de son règne, Léon IV meurt dès l'année 780 des conséquences de cette maladie, à l'âge de trente ans. Il laisse le pouvoir à son jeune fils et surtout à sa femme, Irène, qui détient la régence et s'apprête à inaugurer un épisode de pouvoir féminin, alors inédit dans l'histoire byzantine.

## Sources
Les sources qui permettent d'approcher le règne de Léon IV sont peu nombreuses et se limitent fortement à la Chronographie de Théophane le Confesseur, un contemporain de l'empereur, qui l'a élevé au rang de strator, particulièrement critique des souverains iconoclastes mais qui épargne un peu plus Léon. Son ouvrage, qui relate les événements de façon chronologique, est la base de la plupart des autres chroniques ultérieures qui décrivent la fin du VIIIe siècle. Par ailleurs, le récit du patriarche Nicéphore Ier de Constantinople s'interrompt quelques années avant l'avènement de Léon IV et ne peut donc être utilisé. Ce manque de matériau complique la bonne compréhension d'un règne court même si quelques autres récits peuvent être convoqués, comme ceux de Georges Cédrène, qui rajoutent des détails au début et à la fin du règne de Léon. Plus tardif, Cédrène pourrait s'être appuyé sur des textes perdus, comme celui du Pseudo-Syméon ou bien d'une chronique inconnue.

## Contexte et accession au trône
Léon IV le Khazar est le fils de Constantin V, empereur byzantin de 741 à 775 et de sa première épouse, Tzitzak (renommée Irène après son mariage), originaire de l'empire des Khazars, installé au nord de la mer Noire et traditionnel allié des Byzantins face aux musulmans. Il naît en 750 et il est possible qu'Anthousa de Constantinople, une fille de Constantin, soit sa jumelle. Il est dit porphyrogénète, c'est-à-dire né dans la pourpre car son père est déjà empereur. Surtout, il est le premier futur souverain byzantin à naître dans la Porphyra, la chambre impériale aménagée par Constantin V et qui renforce le statut de porphyrogénète. Conformément au renforcement du principe dynastique alors en cours dans le monde politique byzantin, Léon IV est très tôt associé au trône, puisqu'il devient coempereur alors qu'il a à peine un an, le 6 juin 751. Cette pratique permet de consolider sa prétention au trône le jour de la mort de son père, même s'il ne participe guère au gouvernement de l'Empire avant le 14 septembre 775, date à laquelle il accède au pouvoir impérial. Au cours de ses années de minorité, Léon IV apparaît sur les pièces de monnaie aux côtés de son père, tandis que son grand-père, Léon III l'Isaurien, est représenté au revers, affirmant ainsi un principe de continuité familiale à la tête de l'Empire. C'est aussi en 768 qu'il épouse Irène l'Athénienne, issue d'une famille de l'aristocratie d'Athènes, peut-être à la suite d'un concours de beauté, même si cette pratique n'est pas encore attestée à cette date,,. Légèrement plus jeune que lui, elle arrive à Constantinople en septembre et l'union est célébrée le 17 décembre, aboutissant à la naissance de leur seul enfant, le futur Constantin VI, en 770, prénommé ainsi en référence à son grand-père.

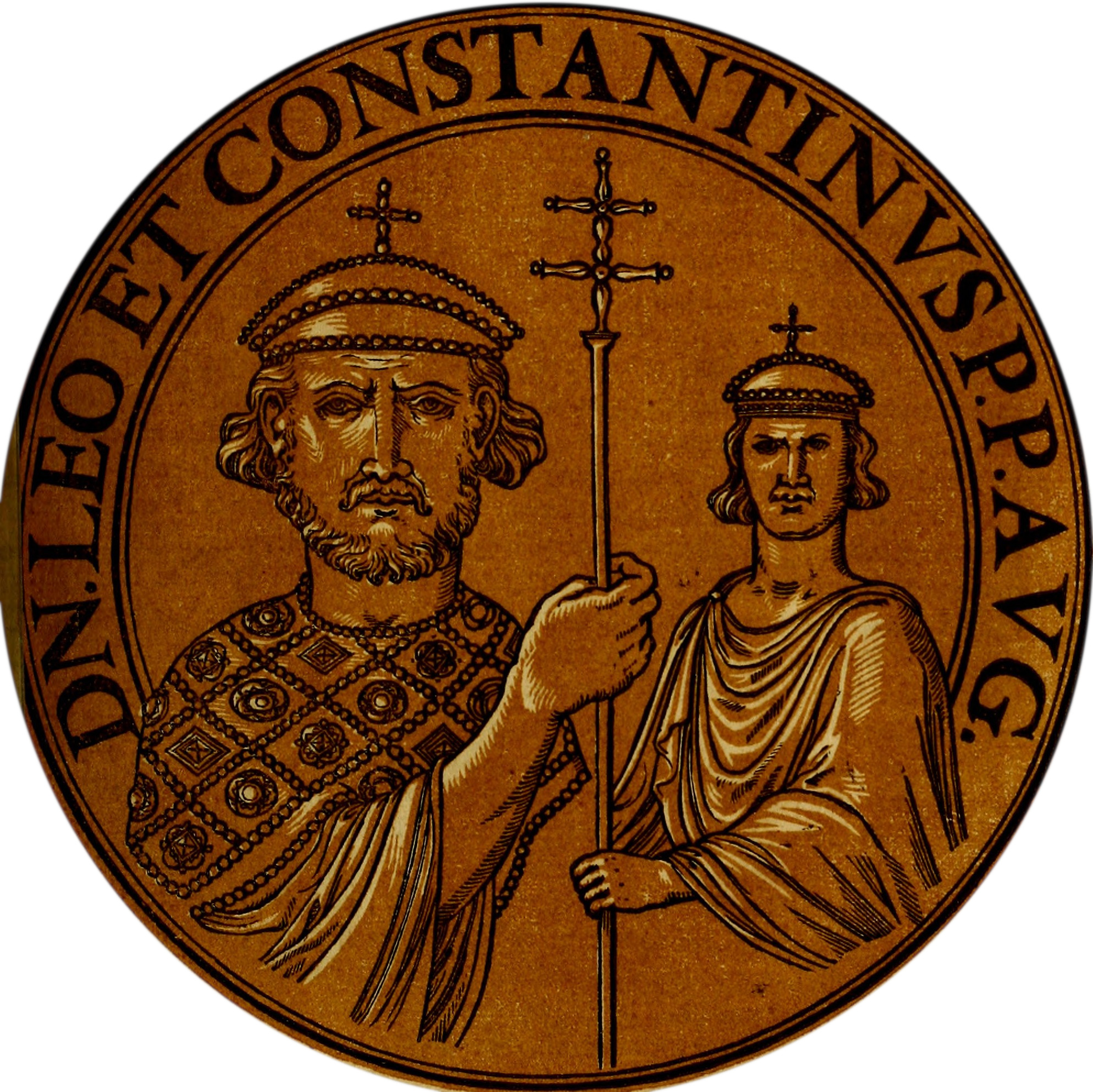
Léon IV (à gauche) et son fils Constantin VI (à droite) d’après une pièce de monnaie de l’époque.

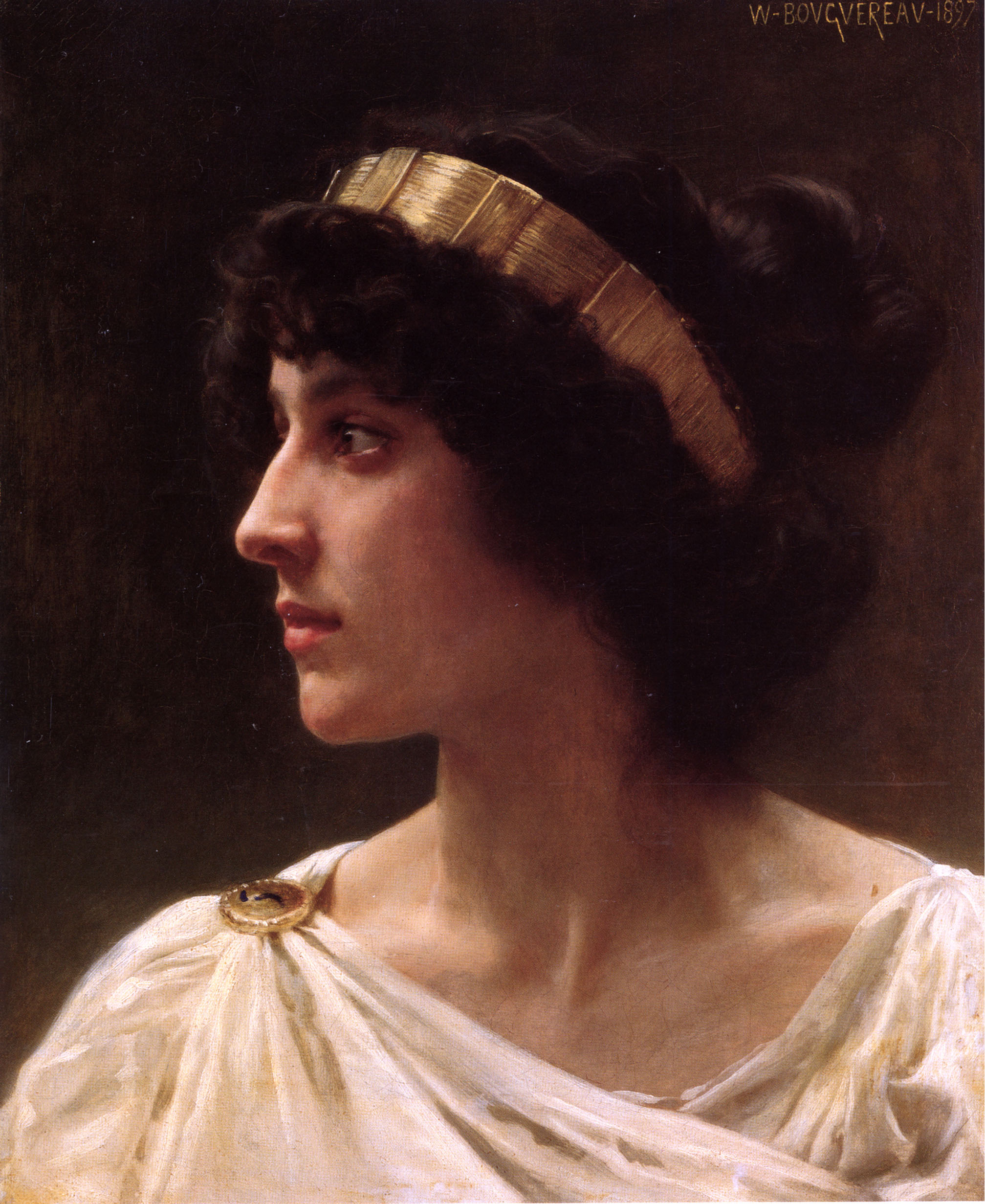
Portrait d'Irène l'Athénienne, femme de Léon IV, par William Bouguereau en 1897.

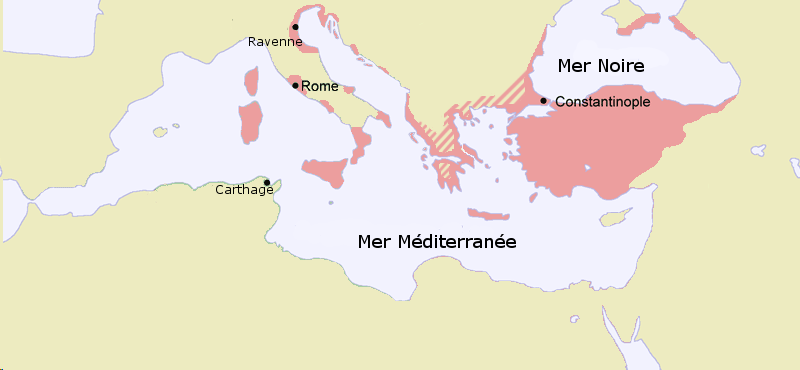
Carte de l'Empire byzantin au VIII. Sous Léon IV, les régions autour de Rome et de Ravenne ne sont plus byzantines tandis que la région hâchurée fait l'objet d'un conflit avec les Bulgares et les Slaves.

Quand Léon devient seul empereur, la situation de l'Empire byzantin demeure fragile. Si son père et son grand-père ont rétabli la situation face aux Musulmans en Orient et face aux Bulgares en Occident, consolidant ainsi peu à peu les frontières sans pour autant parvenir à reprendre du terrain, l'Italie a été largement perdue. Enfin, diverses réformes intérieures, comme la création des tagmata (les régiments impériaux) par Constantin ont contribué à consolider l'administration et l'appareil militaire de Byzance. L'Empire byzantin fait désormais face à la concurrence d'un nouveau pouvoir en Occident, représenté par les Carolingiens, qui sont devenus les protecteurs de la papauté. Par ailleurs, la situation interne de l'Empire est fragilisée par l'affirmation de l'iconoclasme, ce mouvement de refus des images religieuses devenu la doctrine officielle de l'Empire après le concile de Hiéreia en 754, convoqué par Constantin V. Or, l'opposition à l'iconoclasme persiste largement au sein de divers pans de la société byzantine, même s'il est difficile de mesurer à quel niveau Constantin V a pu réprimer violemment toute contestation. Les dernières années de son règne sont notamment marquées par un raidissement dont l'ampleur demeure discutée. Cela atteste de crispations grandissantes dans la société byzantine, alors en profonde transformation. Néanmoins, par rapport à la situation presque dramatique dans laquelle se trouvait l'Empire en 717, Léon IV hérite d'un Empire stabilisé. L'affirmation de la dynastie isaurienne assure une certaine stabilité aux institutions politiques.

## Politique intérieure

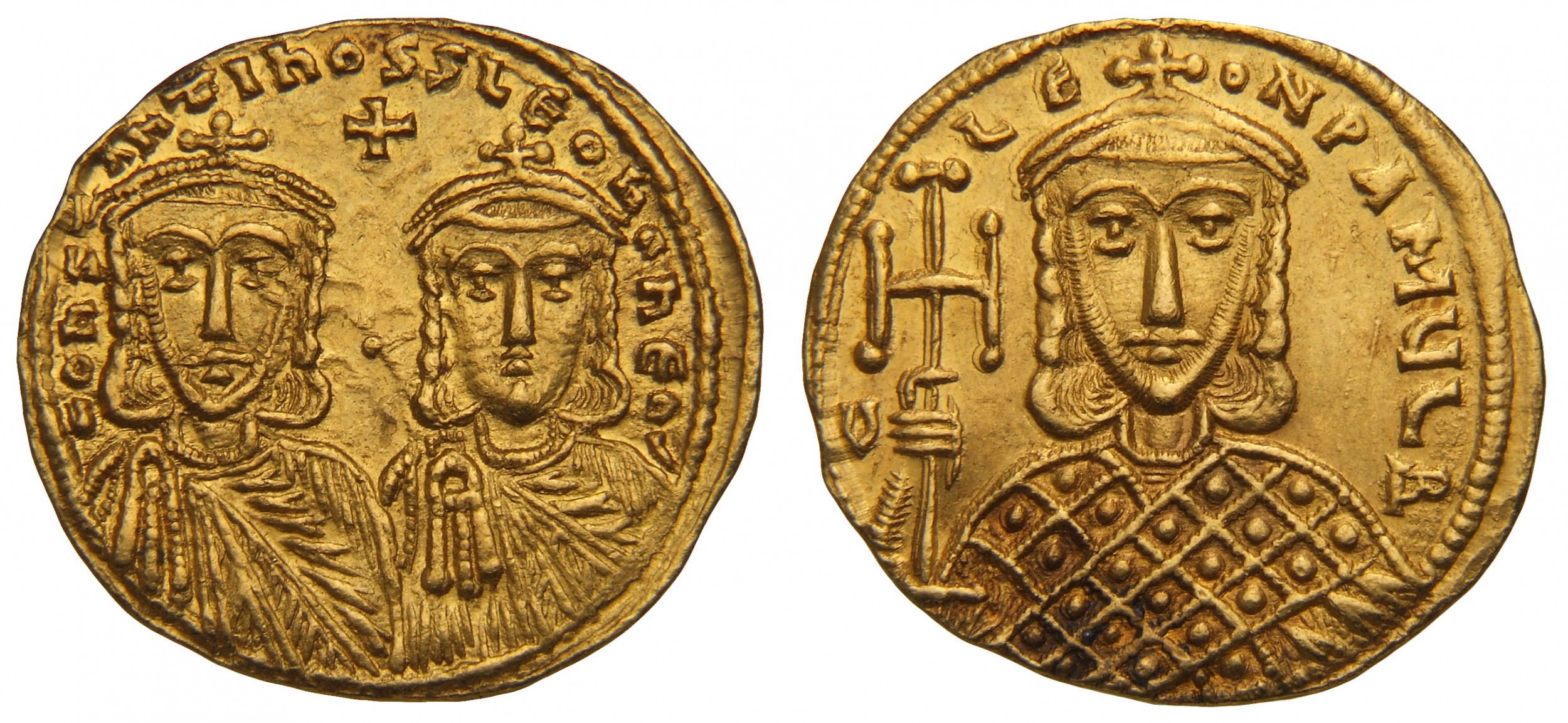
Solidus datant du règne de Constantin V. Celui-ci est représenté par l'homme à gauche au droit de la pièce, tandis que Léon IV est à ses côtés sous des traits juvéniles. Au revers, c'est Léon III qui est représenté.

Si le statut de Léon comme successeur légitime de son père est plutôt solide, il ne néglige pour autant pas l'enjeu de la consolidation de son pouvoir. Afin de s’attirer les faveurs de la population, Léon commence son règne en faisant un donativum, c’est-à-dire une distribution au peuple et à l’armée d’importantes sommes d’argent, puisées sur le butin amassé par son père durant ses différentes campagnes. Dès 776, il décide de couronner comme coempereur son premier fils, Constantin VI, imitant ainsi l'action de son père. En parallèle, il s'assure de soutiens au sein de l'administration et de l'armée. Il nomme dans celle-ci diverses recrues, tant au sein des troupes thématiques, présentes dans les provinces de l'Empire, qu'au sein de tagmata qui constituent l'armée centrale. Par ailleurs, il nomme de nouveaux évêques. Ces différents actes contribuent à asseoir son autorité et, selon le récit de Théophane le Confesseur, l'armée aurait notamment insisté pour qu'il nomme son fils comme coempereur. Au moment du couronnement de son jeune fils, à la Pâques 776, il en profite pour rassembler les différents corps de la société byzantine ainsi que la population de la capitale pour faire reconnaître son héritier. Sont présents les sénateurs, les représentants d'une armée renforcée et divers corps de métiers. Il exige d'eux un serment écrit d'allégeance à son fils et à ses successeurs. C'est la première occurrence d'un serment demandé à un aussi vaste ensemble de sujets par un empereur byzantin, et Nicolas Svoronos a pu y voir un symbole de l'affirmation du principe dynastique dans un système encore en partie ouvert à d'autres modes de succession.
Ainsi, cet acte provoque l'ire des frères de Léon, qui ont pu se juger écartés de toute possibilité d'accession au trône et cela même si Léon nomme son plus jeune frère à la dignité de nobellissime. C'est principalement Nicéphore qui prend la tête du complot avec son frère Christophe, tous deux césars. Néanmoins, ils sont rapidement arrêtés en mai 776 et Léon fait preuve de clémence,,. Nicéphore perd son titre de césar tandis que ses complices sont exilés à Cherson, en Crimée byzantine, lieu habituel de relégation politique. En-dehors de ces événements, seul un autre complot est attesté, en 779, impliquant six dignitaires de la cour impériale, peut-être soutenus par les frères de Léon. Selon Théophane le Confesseur, ils auraient été arrêtés pour avoir vénéré des images, mais il est peu probable qu'il s'agisse de la seule raison.
Quelques entreprises de restauration de bâtiments sont attestées sous Léon IV, qui reprend la consolidation des murailles de Constantinople entreprise par son père et envoie Théophane le Confesseur superviser la remise en état des remparts de Cyzique.

## Politique religieuse
Léon IV a été élevé dans la tradition iconoclaste de son père ; toutefois son épouse, une Athénienne de l’influente famille des Sarantapechos que l’on ne connaît que sous le nom d’Irène, est, comme la majorité des Athéniens, iconodule. Peut-être conseillé par Irène, Léon IV semble prôner la modération. C'est ce qui ressort d'un extrait de la Chronique de Théophane le Confesseur, qui le décrit comme « pieux et ami de la Vierge Marie et des moines ». Même si la doctrine officielle reste l’iconoclasme, les icônes ainsi que les autres représentations artistiques de Dieu, de la Vierge Marie et des saints sont tolérées mais uniquement dans la sphère privée. Les moines exilés par son père peuvent retourner dans leurs monastères, et l’Empereur n’hésite pas à nommer certains d’entre eux à des sièges épiscopaux d’importance. Après la mort du patriarche Nicétas, il choisit comme nouveau patriarche de Constantinople Paul de Chypre. La position de ce dernier sur la question des images demeure ambiguë. Si les auteurs iconodules ont parfois affirmé qu'il a été contraint d'accepter le patriarcat malgré son opposition au rejet des images, il aurait aussi signé une déclaration d'adhésion à l'iconoclasme sur ordre de l'Empereur,,. Il est possible qu'il ait d'abord été un partisan de Léon IV avant toute chose. En cela, comme le soulignent Leslie Brubaker et John Haldon, il représente tout un pan de la société religieuse byzantine dont les avis sur le culte des images sont relativement versatiles,. Paul Speck va jusqu'à émettre l'hypothèse que l'empereur aurait été relativement indifférent à la question du culte des images.

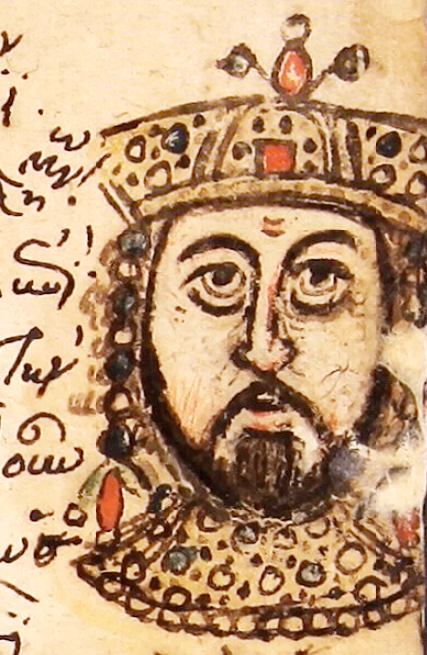
Portrait de Léon IV dans le manuscrit Mutinensis gr. 122 du XV.

En revanche, Léon se serait montré intransigeant avec sa femme quand il aurait découvert qu'elle cachait des icônes dans ses appartements privés. Il aurait alors mis fin à leur relation quelques mois avant sa mort, même si ce récit émane de textes ultérieurs, notamment Syméon Métaphraste, repris par Georges Cédrène,. Théophane le Confesseur rapporte un autre récit. La même année, plusieurs eunuques et dignitaires de la cour, peut-être promus par Irène, auraient été surpris vénérant des icônes et punis par la tonsure et l'emprisonnement, même si l'hypothèse d'un complot sous-jacent n'est pas à exclure pour justifier cette condamnation,.

## Politique étrangère

Les thèmes de l’Empire byzantin et la frontière avec le califat abbasside vers 780.

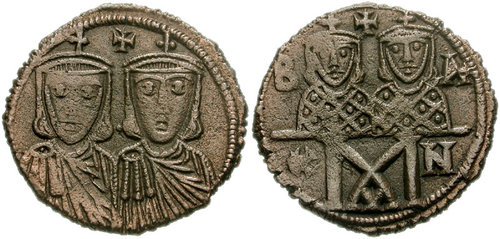
Follis du règne de Léon IV, le représentant au droit avec son fils Constantin VI, tandis que Léon III et Constantin V figurent au revers.

La politique étrangère de Léon IV est principalement concentrée en Orient, face à la menace que font peser les Abbassides. Si son père a pu profiter des troubles internes liés à l'effondrement du pouvoir des Omeyyades pour mener des actions offensives et plus largement consolider la frontière anatolienne après des décennies de recul, Léon est confronté à l'émergence d'un nouveau pouvoir fort, incarné par le calife Al-Mahdi. Bien vite, celui-ci reprend à son compte la stratégie de raids intensifs contre les terres byzantines alors que les Byzantins ont profité du vide du pouvoir en 776 pour mener un assaut en Cilicie. Dès 777, le calife lance un premier raid mal connu suivi d'un deuxième, d'envergure, dès 778. Néanmoins, cette année-là, les Byzantins prennent aussi l'initiative grâce au général Michel Lachanodrakôn, accompagné des stratèges des principaux thèmes asiatiques. Cette armée franchit la frontière pour assiéger la cité de Germanicée. S'ils ne peuvent s'en emparer, ils repoussent notamment une armée de renforts et peuvent ensuite piller les environs et déporter une importante population de chrétiens jacobites pour les réinstaller en Thrace, reprenant là une pratique déjà utilisée par Constantin V,. L'empereur Léon célèbre ce succès par l'organisation d'un triomphe aux portes de Constantinople. L'année suivante, le calife envoie une force expéditionnaire qui s'avance jusqu'à Dorylée. Léon IV opte pour une stratégie d'évitement, demandant à ses généraux de s'appuyer sur différents bastions pour suivre les Arabes et les empêcher de lancer des razzias destructrices, tout en pratiquant la politique de la terre brûlée pour les priver d'approvisionnements. Contraints de se replier, ils tentent vainement d'assiéger Amorium mais la cité est trop bien fortifiée et les Arabes rejoignent finalement le califat en ayant infligé des dégâts limités aux Byzantins.
En Occident, Léon IV mène une politique prudente. S'il reçoit en exil Adalgis, le fils du roi des Lombards Didier, vaincu et déposé par Charlemagne en 774, il se contente de lui octroyer le titre de patrice sans chercher à soutenir activement son retour sur le trône. En revanche, il s'oppose aux tentatives du pape d'accroître son aire d'influence aux dépens des Byzantins. Ainsi, en Istrie, des partisans de l'Empire déposent l'évêque nommé par Rome, suspecté de collusion avec les Francs. De même, le stratège de Sicile s'allie au duc de Bénévent pour s'opposer aux troupes papales qui tentent de reprendre Terracine. Le contexte des relations byzantino-papales est donc plutôt à la dégradation,.
Avec les Bulgares, Léon IV est tout aussi prudent. Les campagnes de son père ont permis de repousser la menace et provoqué des tensions fortes au sein de l'élite dirigeante bulgare, divisée en plusieurs tendances. Ainsi, dès 777, le khan Telerig, vaincu quelques années plus tôt par Constantin V, est contraint de fuir son pays pour se réfugier à Constantinople. Il s'y convertit au christianisme et épouse une cousine de l'impératrice Irène, lui permettant d'intégrer les cercles dirigeants byzantins avec le titre de patrice,,.

## Décès et succession

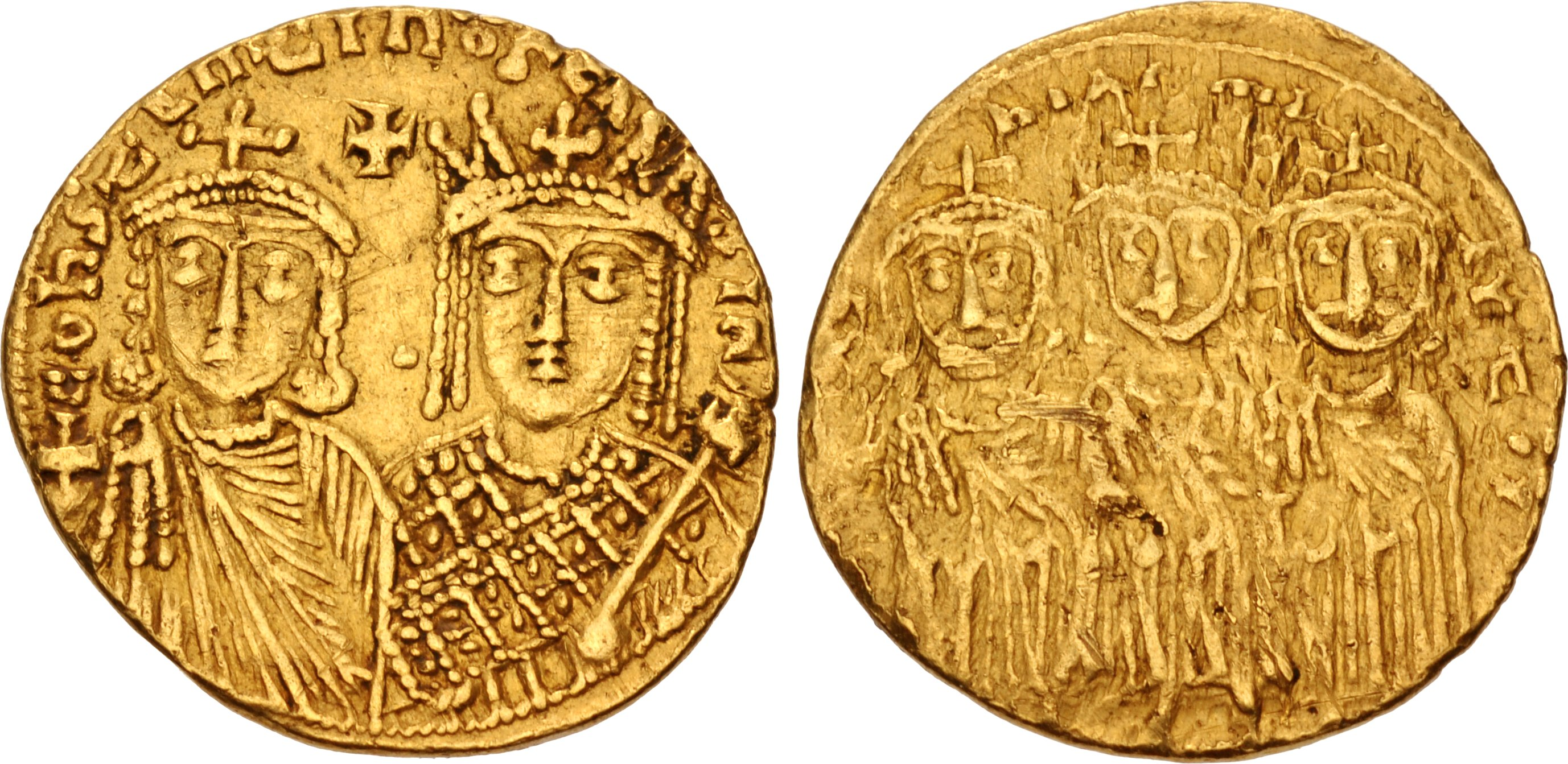
Solidus datant du règne de Constantin VI, le représentant aux côtés de sa mère et régente, Irène. A l'avers, ce sont trois générations d'empereurs qui apparaissent avec Léon III, Constantin V et Léon IV.

Dès son plus jeune âge, Léon est d'une santé chancelante, souffrant de tuberculose. Il meurt subitement le 8 septembre 780. Les récits des chroniqueurs byzantins romancent en partie cette mort en mettant l'accent sur un accès d'arrogance du jeune Empereur, qui aurait décidé de revêtir une couronne sacrée conservée au sein de la basilique Sainte-Sophie. Selon les versions, il s'agit soit de la couronne de Maurice, soit de celle d'Héraclius, deux prestigieux prédécesseurs de Léon. Or, cet acte aurait provoqué l'apparition de furoncles et un violent accès de fièvre le conduisant à la mort, alors qu'il est en chemin pour mener une campagne contre les Bulgares. Ce récit, probablement fictif, pourrait mettre en avant l'idée d'une vengeance divine face au raidissement iconoclaste de Léon, perceptible en 780, tandis que Warren Treadgold va jusqu'à suspecter Irène d'empoisonnement à la suite de l'épisode de la découverte d'icônes qu'elle aurait cachées. L'hypothèse d'une infection à la maladie du charbon est aussi parfois retenue,. Quoi qu'il en soit, son fils Constantin VI lui succède sous la régence de sa veuve, Irène l'Athénienne, qui s'empare finalement seule du pouvoir quelques années après la majorité de Constantin, qu'elle écarte du trône, mettant ainsi un terme à la dynastie isaurienne.
Léon IV est enterré dans l'église des Saints-Apôtres, nécropole impériale des Byzantins, aujourd'hui disparue. Sa tombe se situait plus précisément dans le mausolée de Justinien, aux côtés des autres membres de la dynastie isaurienne, dont sa femme.

### Sources primaires
- [Mango 1997] (en) Cyril Mango et Roger Scott, The Chronicle of Theophanes Confessor. Byzantine and Near Eastern History, AD 284–813, Oxford University Press, 1997 (ISBN 0-19-822568-7).
- [Mango 1990] (en) Cyril Mango, Nikephoros, Patriarch of Constantinople, Short History, Dumbarton Oaks, Research Library and Collection, 1990 (lire en ligne).

### Sources secondaires
- [Auzépy 2006] Marie-France Auzépy, L'Iconoclasme, Paris, Presses universitaires de France, coll. « Que sais-je ? », 2006, 127 p. (ISBN 2130558089).
- [Auzépy 2008] (en) Marie-France Auzépy, « State of Emergency (700-850) », dans The Cambridge history of the Byzantine Empire : c. 500-1492, Cambridge University Press, 2008 (ISBN 978-0-521-83231-1).
- [Barbe 1990] Dominique Barbe, Irène de Byzance, la femme empereur 752-803, Paris, Éditions Perrin, 1990, 397 p. (ISBN 2262024812).
- [Bréhier 2006] Louis Bréhier, Vie et mort de Byzance, Paris, Éditions Albin Michel, 2006 (1re éd. 1946).
- [Brooks 1898] (en) E.W. Brooks, « The Arabs in Asia Minor (641-750) from Arabic Sources », Journal of Hellenic Studies, vol. 18,‎ 1898, p. 182-208.
- [Brubaker et Haldon 2015] (en) Leslie Brubaker et John Haldon, Byzantium in the Iconoclast Era, C.680-850 : A History, Cambridge University Press, 2015 (ISBN 978-1107626294).
- [Brubaker et Haldon 2001] (en) Leslie Brubaker et John Haldon, Byzantium in the Iconoclast Era (ca 680–850) : The Sources An Annotated Survey, Cambridge University Press, 2001 (ISBN 9780754604181).
- [Bury 2015] (en) John Bury, A History of the Later Roman Empire, Cambridge University Press, 2015, 609 p. (ISBN 978-1-108-08318-8, lire en ligne).
- [Cheynet 2006] Jean-Claude Cheynet (dir.), Le Monde byzantin, tome II : L'Empire byzantin (641-1204), PUF, coll. « Nouvelle Clio », 2006.
- [Garland 1999] (en) Lynda Garland, Byzantine Empresses : Women and Power in Byzantium, AD 527-1204, Routledge, 1999, 372 p. (ISBN 978-0-415-14688-3, lire en ligne), « Irene (769-802) ».
- [Haldon 1999] (en) John Haldon, Warfare, State and Society in the Byzantine World, 565–1204, Londres, UCL Press, 1999, 400 p. (ISBN 1-85728-495-X, lire en ligne).
- [Humphreys 2015] (en) Mike Humphreys, Law, Power, and Imperial Ideology in the Iconoclast Era, c. 680-850, Oxford, GB, Oxford University Press, 2015, 337 p. (ISBN 9780198701576, lire en ligne).
- [Humphreys 2021] (en) Mike Humphreys, A Companion to Byzantine Iconoclasm, Brill, 2021, 648 p. (ISBN 978-90-04-46200-7, lire en ligne).
- (en) Alexander Kazhdan (dir.), Oxford Dictionary of Byzantium, New York et Oxford, Oxford University Press, 1991, 1re éd., 3 tom. (ISBN 978-0-19-504652-6 et 0-19-504652-8, LCCN 90023208).
- [Lilie 1996] (de) Ralph-Johannes Lilie, Byzanz unter Eirene und Konstantin VI. (780–802), Francfort-sur-le-Main, Peter Lang, 1996, 435 p. (ISBN 3-631-30582-6).
- (en) John Julius Norwich, Byzantium, The Early Centuries, Alfred Knopf, 1989 (ISBN 978-0-394-53778-8).
- [Ostrogorsky 1996] George Ostrogorsky (trad. Jean Gouillard), Histoire de l'État byzantin, Payot, 1996, 647 p. (ISBN 978-2-228-90206-9).
- [Rochow 1994] (de) Ilse Rochow, Kaiser Konstantin V. (741–775). Materialien zu seinem Leben und Nachleben, Francfort-sur-le-Main, Peter Lang, 1994, 253 p. (ISBN 3-631-47138-6).
- [Speck 1978] (de) Paul Speck, Kaiser Konstantin VI. Die Legitimation einer Fremden und der Versuch einer eigenen Herrschaft. Quellenkritische Darstellung von 25 Jahren byzantinischer Geschichte nach dem ersten Ikonoklasmus, Munich, Wilhelm Fink Verlag, 1978 (lire en ligne).
- [Treadgold 1988] (en) Warren Treadgold, The Byzantine Revival, 780-842, Stanford, Calif., Stanford University Press, 1988, 504 p. (ISBN 0-8047-1462-2).
- [Treadgold 1997] (en) Warren Treadgold, A History of Byzantine State and Society, Stanford University Press, 1997, 1050 p. (ISBN 978-0-8047-2630-6, lire en ligne).
- [Winkemann et Lilie 1998] (de) Friedhelm Winkelmann et Ralph-Johannes Lilie, Prosopographie der mittelbyzantinischen Zeit : I. Abteilung (641–867), Walter de Gruyter, 1998 (ISBN 3-11-016673-9).
- [Whittow 1996] (en) Mark Whittow, The Making of Byzantium, 600–1025, University of California Press, 1996, 510 p. (ISBN 0-520-20496-4, lire en ligne).